# Karl Schenker
Karl Schenker (23. října 1886, Siret – 18. srpna 1954, Londýn) byl německý portrétní a módní fotograf.

## Život a dílo
Byl uznáván ve světě módní fotografie: pracoval pro ženské časopisy jako jsou například Uhu nebo Die Dame, specializoval se na portréty, fotografie herců a módy. Provozoval také vlastní ateliér od roku 1913 do 1923, kde fotografoval krejčovské panny, kterým vytvářel make-up: to vše jako připomínka válečných veteránů, kteří se vrátili z první světové války s protézou..

## Galerie

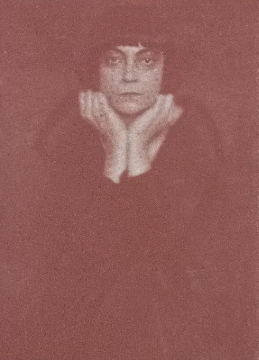
Herečka Asta Nielsenová, únor 1921
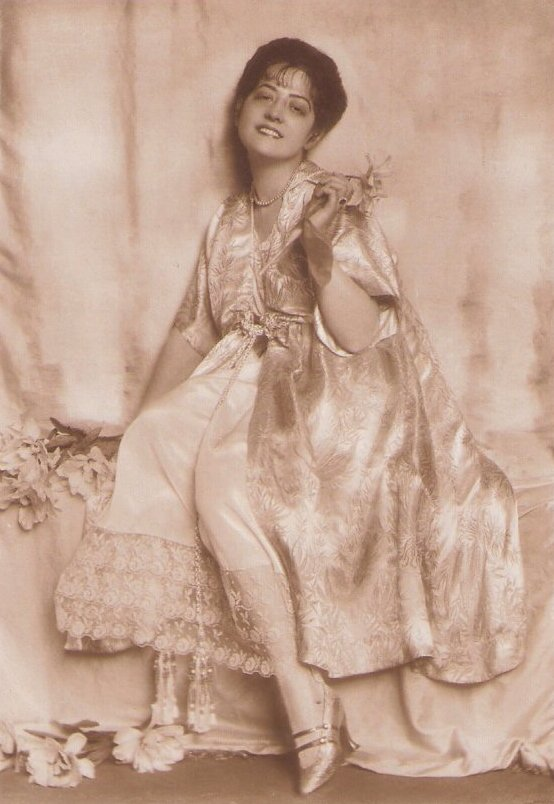
Dorrit Weixlerová
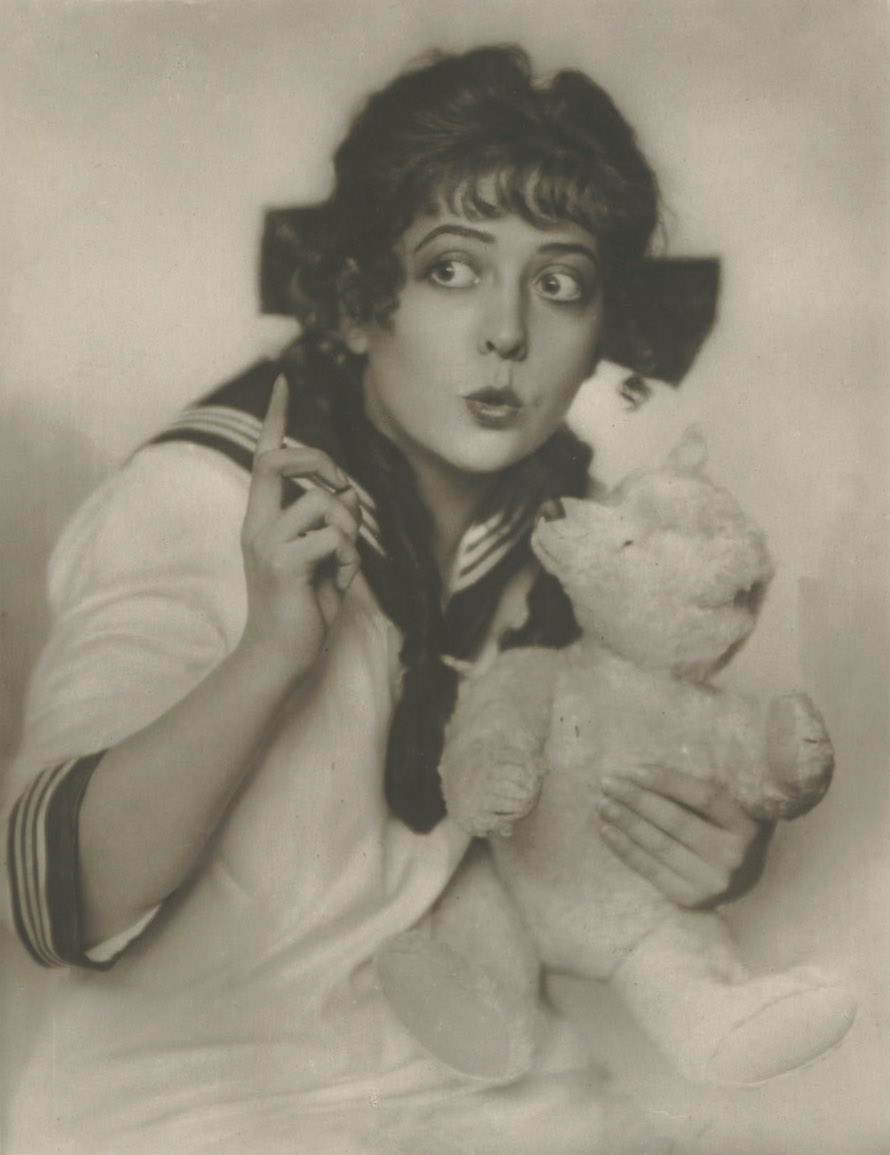
Dorrit Weixlerová
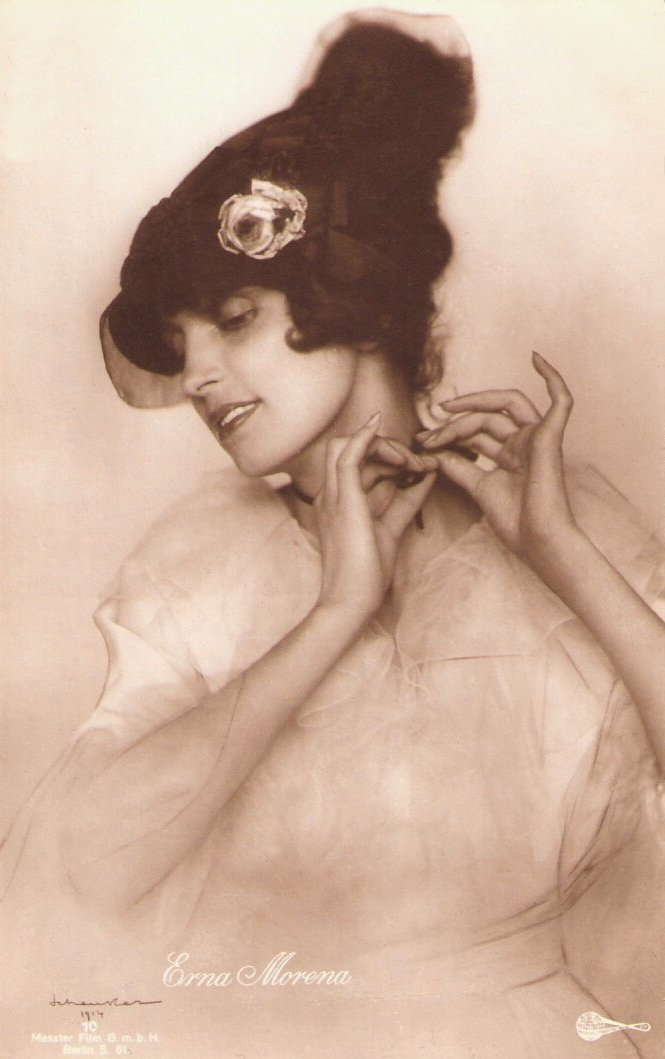
Erna Morena
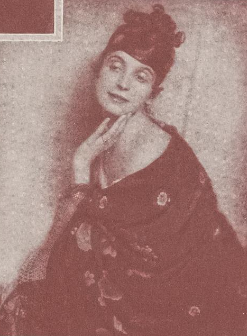
Erna Morena, únor 1921
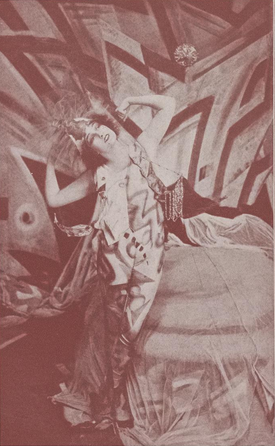
Fern Andra, únor 1921
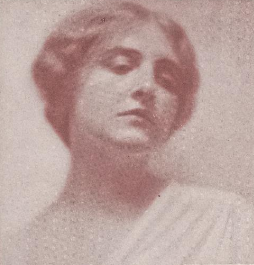
Henny Porten, únor 1921
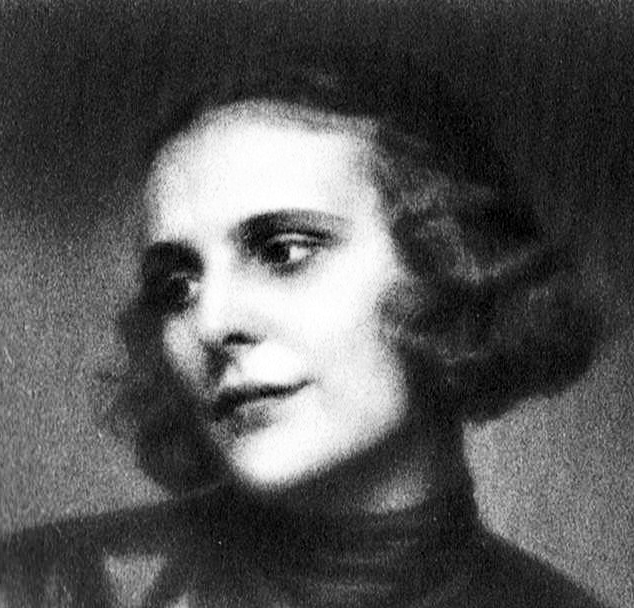
Leni Riefenstahlová
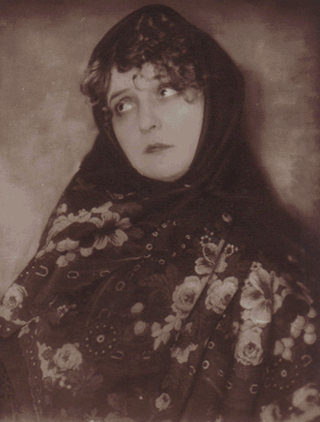
Mia May
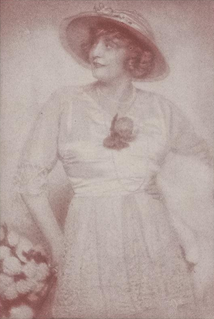
Mia May, únor 1921
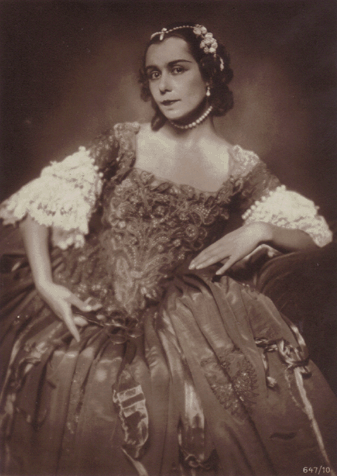
Maria Orska